# 双齿山茉莉
双齿山茉莉（学名：Huodendron biaristatum）为安息香科山茉莉属下的一个种。

## 扩展阅读
- 維基物種上的相關：双齿山茉莉